# Paddy Jackson
David Patrick Lindsay James Jackson (Lisburn, 5 de enero de 1992) es un jugador británico de rugby que se desempeña como apertura y juega en el Lyon del Top 14. Es internacional con el XV del Trébol desde 2013.

## Selección nacional
Declan Kidney lo seleccionó al XV del Trébol por primera vez para el Torneo de las Seis Naciones 2013 y debutó ante el XV del Cardo; inició como titular y marcó un penal para la derrota 12–8.
En total lleva 25 partidos jugados y 195 puntos marcados.

### Participaciones en Copas del Mundo
Disputó el mundial de Inglaterra 2015 donde fue reserva tras el titular Jonathan Sexton y el suplente de Ian Madigan, por lo que solo jugó el partido ante Rumania, cuando ingresó en reemplazo de Madigan.
| Mundial                       | Sede       | Resultado        | PJ | Tries |
| ----------------------------- | ---------- | ---------------- | -- | ----- |
| Copa Mundial de Rugby de 2015 | Inglaterra | Cuartos de final | 1  | 0     |

## Palmarés
- Campeón del Torneo de las Seis Naciones de 2014.